# Liste der Träger des Niedersächsischen Verdienstordens
Diese Liste zeigt die Träger des Niedersächsischen Verdienstordens des Landes Niedersachsen mit Verleihungsdatum (Jahrgänge 1989 bis 2020 vollständig).
| Inhaltsverzeichnis: 1962 • 1963 • 1964 • 1965 • 1966 • 1970 • 1971 • 1972 • 1973 • 1977 • 1978 • 1979 • 1980 • 1983 • 1984 • 1985 • 1989 • 1990 • 1991 • 1992 • 1993 • 1994 • 1995 • 1996 • 1997 • 1998 • 1999 • 2000 • 2001 • 2002 • 2003 • 2004 • 2005 • 2006 • 2007 • 2008 • 2009 • 2010 • 2011 • 2012 • 2013 • 2014 • 2015 • 2016 • 2017 • 2018 • 2019 • 2020 • 2021 • 2022 • 2023 • Weblinks • Einzelnachweise |

## 1962

### Großes Verdienstkreuz
- Werner Fenge, Unternehmer, 1. Mai 1962
- Maria Meyer-Sevenich, Ministerin für Bundesangelegenheiten, 11. September 1962

### Verdienstkreuz 1. Klasse
- Heinrich Andrae, Oberforstmeister, 1. Mai 1962
- Maria Heilmann, Kunsthistorikerin, Melle, 1. Mai 1962

### Verdienstkreuz am Bande
- Friedrich Körtke, Ehrenvorsitzender des Niedersächsischen Landvolkes, 1. Mai 1962

## 1963

### Großes Verdienstkreuz
- Hans Bohnenkamp, Osnabrück, 31. Mai 1963
- Heinrich Kittel
- Christian Kuhlemann
- Dora Garbade

### Verdienstkreuz 1. Klasse
- Horst Egon Berkowitz[1]

### Verdienstkreuz am Bande
- Maria Troll Lehrerin, 1. Januar 1963

## 1964

### Großes Verdienstkreuz
- Ernst Thoms, Hannover, 15. März 1964
- Johannes Wolff, Hannover

### Verdienstkreuz 1. Klasse
- Gustav Völker, Hannover

## 1965

### Großes Verdienstkreuz
- Alfred Kubel, Hannover
- Hermann Scheuernstuhl, Hannover

### Verdienstkreuz am Bande
- Anne Hartmann, Vorsitzende des Niedersächsischen Frauenbundes, Hannover, 1. Januar 1965

## 1966

### Großes Verdienstkreuz
- Egon Fauvet, Hannover

- Erich Rocholl, Hannover

## 1970

### Großes Verdienstkreuz
- Yvonne Georgi, Hannover
- Karl Wagenmann

## 1971

### Verdienstkreuz 1. Klasse
- Helmut Grüter, Rektor a. D. 8. März 1971
- Horst Sartorius, Direktor der Sartoriuswerke 15. Februar 1971

### Verdienstkreuz am Bande
- Ulrike von Heynitz, Ratsherrin, Göttingen 2. Februar 1971
- Kurt Kronenberg, Bad Gandersheim[2]
- Adolf Weiland 3. April 1971
- Wilhelm Wissemann, Landwirt

## 1972

### Großes Verdienstkreuz
- Kurt Löhner
- Theodor Parisius

### Verdienstkreuz 1. Klasse
- Willy Beutz, Wilhelmshaven

## 1973

### Verdienstkreuz 1. Klasse
- Wilma Bayer, Hildesheim

## 1974

### Großes Verdienstkreuz
- Max Müller

## 1977

### Großes Verdienstkreuz
- Max Georg Freiherr von Twickel

### Verdienstkreuz 1. Klasse
- Reinhold Rüdiger, Hannover, 10. August 1977
- Friedrich Türcke, Springe

## 1978

### Verdienstkreuz 1. Klasse
- Arwed Wietholtz, Hannover, 15. Januar 1978

## 1979

### Großes Verdienstkreuz
- Hans Samwer, Göttingen[3]

## 1980

### Großes Verdienstkreuz
- Fritz Nüßlein, Hann. Münden

## 1983

### Verdienstkreuz 1. Klasse
- Kurt Sohns, Hannover

## 1984

### Verdienstkreuz am Bande
- Walther Hans Reinboth, Walkenried, 14. Februar 1984

## 1985

### Verdienstkreuz am Bande
- Friedrich Behrens, Vorsitzender Heimatverein „Niedersachsen“ e.V. Scheeßel, 1985
- Eberhard Schmidt, Studienrat, 1985

## 1987

### Verdienstkreuz 1. Klasse
- Jürgen H. Th. Prieß, Oberkreisdirektor, 10. Dezember 1987

## 1989

### Großes Verdienstkreuz
- Herbert Ehrenberg, Wilhelmshaven, Bundesminister a. D. 1. Februar 1989
- Klaus E. Goehrmann, Isernhagen, Vorstandsvorsitzender der Messe AG 17. März 1989
- Ruth Bock, Hannover 16. Mai 1989
- Karl Krolow, Darmstadt, Schriftsteller 5. Juni 1989
- Carl Lauenstein, Vechelde, Landwirt 5. September 1989
- Ernst-August Meyer, Ronnenberg, Einzelhandelskaufmann 15. September 1989
- Horst Münzner, Wolfsburg, stellvertretender Vorstandsvorsitzender 10. Oktober 1989
- Reinhold Rüdiger, Hannover, Intendant 1. November 1989

### Verdienstkreuz 1. Klasse
- Heinz-Günter Niebrügge, Hemmingen, Landesbezirksvorsitzender der Gewerkschaft Nahrung, Genuß, Gaststätten 16. Januar 1989
- Serge Sabarsky, New York 1. Februar 1989
- Erhard Müller, Nordhorn, Redakteur 6. Februar 1989
- Horst Wittig, Bad Zwischenahn, Hochschullehrer 20. Februar 1989
- Wilhelm Bitter, Vechta, Oberkreisdirektor 31. März 1989
- Ernst-Michael von Kistowsky, Bomlitz, Unternehmer (Vorstand der Wolff Walsrode AG) 19. Mai 1989
- John C. Heldstab, Heidelberg, Brigadegeneral 28. August 1989
- Ferdinand Cloppenburg, Friesoythe, Generalstaatsanwalt 5. September 1989

### Verdienstkreuz am Bande
- Mario Traversa, Bad Pyrmont, Leiter des Pyrmonter Kurorchesters 10. Januar 1989
- Hildegard Hanley, Debstedt 1. Februar 1989
- Wilhelm Theodor Jacobs, Neuharlingersiel, Fischwirtschaftsmeister 1. März 1989
- Gerhard Schmidt, Hannover, Chorsänger 1. März 1989
- Winfried Schubart, Langelsheim, Forstmeister i. R. 3. April 1989
- Georg Hempfling, Jever, Fregattenkapitän 2. Mai 1989
- Johannes Demgen, Cuxhaven, Kurdirektor a. D. 8. Mai 1989
- Christoph Dahlmann, Springe, Prokurist 16. Mai 1989
- Alfred Heß, Osterholz-Scharmbeck, Betriebsleiter 16. Mai 1989
- Wilfried Garbers, Hannover, Lehrer 25. Mai 1989
- Henri David, St. Christoph de Double, Abbeé 20. Juni 1989
- Pierre Léon, Hildesheim, Intendant 20. Juni 1989
- Walter Eisenacher, Göttingen, Geschäftsführer 5. September 1989
- Hans-Günther Oppermann, Hildesheim, Unternehmer 5. September 1989
- Eiko Krefting, Bremen, Bankdirektor 5. September 1989
- Rudolf Törner, Hannover, Landesbankdirektor a. D. 2. Oktober 1989
- Otto Bach, Twistringen-Heiligenloh, Lehrer a. D. 1. November 1989
- Heinz von der Straten, Dassel, Rektor a. D. 10. November 1989
- Wilhelm Lemke (Beamter), Cuxhaven, Zolloberamtsrat a. D. 20. Dezember 1989

## 1990

### Großes Verdienstkreuz
- Heribert Krämer, Villiprott-Wachtberg, Präsident der Wehrbereichsverwaltung II 5. März 1990
- Joachim Büchner, Hemmingen, Museumsdirektor a. D. 20. März 1990
- Volkmar Köhler, Wolfsburg, MdB 25. Mai 1990
- Heinz zu Jührden, Edewecht, Landrat 25. September 1990

### Verdienstkreuz 1. Klasse
- Moshe Wertman, Haifa, Vorsitzender der Histradrut Haifa 30. Januar 1990
- Erich Brodavka[4], Moshav Arbel b. Tiberias, Angestellter der Regionalverwaltung 1. März 1990
- Heinrich Burghard, Hankensbüttel, Rektor a. D. 26. März 1990
- Wolfgang Kreft, Georgsmarienhütte, Oberkreisdirektor 5. April 1990
- Albert Klages, Seelze, OT Döteberg, Landwirt 5. April 1990
- Ludolf von Veltheim, Cremlingen, Landwirt 5. April 1990
- John Eliot Gardiner, Ashmore Salis, Dirigent 20. April 1990
- Franz Hellbernd, Vechta, Rektor a. D. 30. April 1990
- Wilhelm Westermann, Lüneburg, Unternehmer 10. Mai 1990
- Emanuel Pischel, Osnabrück, Bankdirektor 11. Juni 1990
- Klaus Harries, Lüneburg, Oberkreisdirektor a. D. 15. August 1990
- Klaus Tebarth, Hemmingen, Niedersächsischer Datenschutzbeauftragter 17. September 1990
- Wolfgang Scholber, Hannover, Journalist 30. November 1990
- Willi Bokowsky, Hannover, Brandmeister a. D. 10. Dezember 1990

### Verdienstkreuz am Bande
- Wolfgang Kelsch, Wolfenbüttel, Oberstudiendirektor a. D. 10. Januar 1990
- Walther Baumeister, Osterholz-Scharmbeck, Facharzt für Augenheilkunde 10. Januar 1990
- Eugen Carell,Meckenheim, Referatsleiter a. D. 15. Januar 1990
- Klaus Schmidt, Garbsen, Dipl.-Volkswirt 22. Januar 1990
- Horst Böllersen, Hameln, Steueramtmann a. D. 1. Februar 1990
- Jean Salen, Grand-Couronne (Frankreich) 1. Februar 1990
- Eva Herrmann-Lejeune, Oldenburg, Leitende Landwirtschaftsdirektorin a. D. 15. Februar 1990
- Walter Unteutsch, Diepholz, Oberstudienrat a. D. 1. März 1990
- Hindrik Kronemeyer, Georgsdorf, Landwirt 5. März 1990
- Marianne Schlösser-Fließbach, Hannover, Ministerialrätin a. D. 21. März 1990
- Manfred Knörig, Hildesheim, Krankenpfleger 26. März 1990
- Arnold Cordsen, Brake 20. April 1990
- Wilhelm Jenkner, Springe OT Bennigsen, Angestellter 30. April 1990
- Berno Wendrich, Rötgesbüttel, Rektor a. D. 30. April  1990
- Kurt Bellin, Deutsch-Evern, Leitender Baudirektor a. D. 8. Juni 1990
- Sabine Dolezalek, Gehrden, Lehrerin 10. Juli 1990
- Elke Meyer-Tjaden, Hemmingen, Steuerberaterin 15. August 1990
- Jacques Carat, Cachan (Frankreich), Stellvertretender Bürgermeister 15. August 1990
- Jean Gourlier, Bellerive sur Allier (Frankreich) 15. Oktober 1990
- Marie Luise Zarnitz, Tübingen, Abteilungsleiterin a. D. bei der Stiftung VW 30. Oktober 1990
- Malte Möller, Bad Pyrmont, Stadtdirektor 25. Oktober 1990
- Eleonore Astfalck, Nienhagen, Hortnerin 25. Oktober 1990
- Hans Huntemann, Wildeshausen, Konrektor i. R. 10. Dezember 1990
- Friedrich Freimann, Springe 6, Angestellter 20. Dezember 1990
- Helmut Weber, Burgwedel 20. Dezember 1990

## 1991

### Großes Verdienstkreuz
- Bernd Thiemann, Hannover, Vorstandsvorsitzender der Nord/LB 25. Februar 1991
- Bernd Thonemann, Cloppenburg 10. Juni 1991
- Klaus Otto Nass, Hannover, Staatssekretär a. D. 10. Oktober 1991
- Werner Holtfort, Hannover, Rechtsanwalt und Notar 5. Dezember 1991

### Verdienstkreuz 1. Klasse
- Heinrich Engelke, Asendorf OT Brebber, Landwirt 10. Januar 1991
- Karl Stackmann, Göttingen, Universitätsprofessor für Deutsche Philologie 5. April 1991
- Wilhelm Blume, Auhagen, Haumeister, 10. April 1991
- Heinrich Peters, Munster, Stadtdirektor 15. Mai 1991
- Gerhard Stumpenhausen, Lehrte OT Aligse, Direktor der Landwirtschaftskammer Hannover 10. Juni 1991
- Jerry R. Rutherford, Garlstedt, Brigadegeneral 15. Juli 1991
- Heinz-Dietrich Doebner, Goslar, Universitätsprofessor 15. August 1991
- Joachim Schwerdtner, Bad Lauterberg, Stadt- und Kurdirektor i. R. 3. September 1991
- Roland Dörfler, Braunschweig, Kunstwissenschaftler 1. Oktober 1991
- Friedrich Bartels, Hannover, Konditormeister 10. Oktober 1991
- Erhard Meisner, Visselhövede, Fleischermeister 5. Dezember 1991

### Verdienstkreuz am Bande
- Herbert Six, Grünenplan, Volksschulkonrektor a. D. 15. Februar 1991
- Rudolf Brönstrup, Rethen, Rundfunkredakteur 1. März 1991
- Heinrich-Egon Hansen, Bederkesa, Schulamtsdirektor 15. März 1991
- Karl-Heinz Wittenberg, Hannover, Vorsitzender des Gesamtpersonalrates des Niedersächsischen Landesverwaltungsamtes sowie des Hauptpersonalrates des Niedersächsischen Innenministeriums 20. März 1991
- Karl Augustin, Loxstedt-Hahnenknoop, Angestellter 25. April 1991
- Hermann Blindow, Jever, Veterinärdirektor a. D. 15. Mai 1991
- Friedrich Boldhaus, Brome, Drogist 15. Mai 1991
- Otto Graeber, Moringen, Geschäftsführer 24. Mai 1991
- Wolfgang Schottler, Wilhelmshaven, Unternehmer 5. Juni 1991
- Berndt Wachter, Dannenberg, Studiendirektor a.D 5. Juni 1991
- Dieter Holzapfel, Oldenburg, Geschäftsführer 25. Juni 1991
- Edwin Rudolf Unzeitig, Dudenstadt, Lehrer 5. August 1991
- Heinrich Reimers, Nienburg, Geschäftsführer 15. August 1991
- Ernst Jago, Langelsheim, Vermessungstechniker 16. August 1991
- Heinz-Josef Adamski, Diekholzen, Oberstudienrat i. R. 27. August 1991
- Helmut Hoppe, Oldenburg, Versicherungskaufmann 10. September 1991
- Marie-Corentine Sandstede, Oldenburg 15. September 1991
- Bettina Huchthausen, Einbeck 1. Oktober 1991
- Hans-Detmar Kölschtzky, Wunstorf, Dipl.-Volkswirt 1. Oktober 1991
- Felix Bongard, Hameln, Berufsschuldirektor a. D. 10. Oktober 1991
- Ilse Schier, Rethen 25. Oktober 1991
- Charlotte Weberling, Hildesheim 5. November 1991
- Ruth Krasemann, Braunschweig, Pharmazeutin 15. November 1991
- Gesela Bock, Garbsen 1 15. November 1991

## 1992

### Großes Verdienstkreuz
- Jürgen H. Th. Prieß, Cuxhaven, Oberkreisdirektor 6. Januar 1992
- Paul Raabe, Wolfenbüttel, Direktor der Herzog August Bibliothek 10. Januar 1992
- Wolfgang Becker, Hannover, Journalist 20. Januar 1992
- Simon James Williams, Hannover, Chief Services Liaison Officer 15. Mai 1992
- Erhardt Müller, Goslar, Oberkreisdirektor 21. Juli 1992
- Gerhard Mogwitz, Hannover, Betriebsratsvorsitzender 18. August 1992

### Verdienstkreuz 1. Klasse
- Konrad Buchwald, Hannover, Journalist 6. Januar 1992
- Henry Hahn, Neustadt, Landwirt 3. Februar 1992
- Heinrich Krüger, Rinteln, Buchdrucker 31. März 1992
- Veijo Valve, Papenburg, Geschäftsführer 29. April 1992
- Jochen Patzschke, Bad Salzdetfurth, OT Heinde, MdL 25. August 1992
- Wolfgang Hübner, Hannover, Ministerialrat 15. Dezember 1992

### Verdienstkreuz am Bande
- Walter Mellmann, Osnabrück, Bildhauer und Graphiker 18. Februar 1992
- Katharina Oelbe, Hildesheim, Lehrerin 10. Mai 1992
- Eberhard Kolb, Köln, Professor für Geschichte 20. Januar 1992
- Gerrit-Jan Zager, Emlichheim, Konrektor a. D. 10. Juni 1992
- Hugo Böckmann, Vechta, Landwirt 25. Juni 1992
- Friedrich-Gottlieb Meyer zu Erbe, Osterholz-Scharmbeck, Dipl.-Landwirt 21. Juli 1992
- Hans Wilhelm Toben, Buxtehude, Kaufmann 25. September 1992
- Heinrich Kröger, Soltau, Pastor 30. September 1992
- Manfred Lopp, Adelheidsdort, 1. Hauptsattelmeister 1. Oktober 1992
- Jürgen Winter, Celle, Hauptsattelmeister 1. Oktober 1992
- Gertrude Schümann, Bad Nenndorf, Lehrerin i. R. 1. November 1992
- Gerard Baczynski, Bricquebec/Normandie (Frankreich) 1. Dezember 1992

## 1993

### Großes Verdienstkreuz
- Josef Schmidt, Hemmingen, Journalist 1. Januar 1993
- August-Wilhelm Ahrens, Salzgitter, Landwirt 20. Januar 1993
- Helmut Schwonberg, Hannover, Schlossermeister 16. März 1993
- Fritz Hahne, Bad Münder, Unternehmer 21. April 1993
- Philip Rosenthal, Selb, Unternehmer 21. April 1993
- Manfred Adrian, Wilhelmshaven, Verleger 1. Mai 1993
- Günter Mordhorst, Lauenau, Vorstandsvorsitzender 1. Juni 1993
- Josef Tegeler, Georgsmarienhütte, Landrat 10. Juni 1993
- Hans-Jürgen Marczinski, Hamm, Generalkommissar der EMO 5. September 1993
- Peter Frerk, Wolfsburg, Vorstandsmitglied der VW-Aktiengesellschaft 5. November 1993
- Wilfried Lochte, Berg, Vorstandsvorsitzender der MAN-Nutzfahrzeuge 10. November 1993
- Helmut Rieger, Hannover, Journalist 1. Dezember 1993

### Verdienstkreuz 1. Klasse
- Theodor Karl Peter Schenning, Goslar, Industriekaufmann 5. März 1993
- Reinhart Hoppe, Wunstorf, Oberst 15. März 1993
- Henning Leonhardt Voigt, Miesbach, Verleger 1. Mai 1993
- Lothar Dittrich, Celle, Ltd. Direktor des Zoologischen Gartens Hannover 4. Mai 1993
- Fritz Uekermann, Hannover, Arzt 25. Juni 1993
- Eilert Tantzen, Sage, Forstoberamtsrat 10. August 1993
- Benny Gurfinkel, Sharona/Israel, Direktor der Regionalverwaltung Unter-Galiläa 15. August 1993
- Meir Levy, Bet Yitzhak/Israel, Botschaftsrat a. D. 15. August 1993
- Hans-Adolf de Terra, Hildesheim, Präsident des Niedersächsischen Landesverwaltungsamtes a. D. 9. Oktober 1993
- George Alexander Albrecht, Hannover, Generalmusikdirektor 10. November 1993
- Benjamin Armon, Jerusalem, Direktor 1. Dezember 1993

### Verdienstkreuz am Bande
- Werner Glahe, Bad Harzburg, Wissenschaftler 16. März 1993
- Joachim Rustemeyer, Hannover, Arzt 25. März 1993
- Wilhelm Landzettel, Gehrden 15. April 1993
- Hermann Suykerbuyk, Essen (Belgien), Bürgermeister 1. Mai 1993
- Rolf Löns, Osnabrück, Hauptgeschäftsführer 10. Juni 1993
- Marlene Kahrmann, Bad Salzdetfurth, Sonderschullehrerin 1. Juli 1993
- Helmut Kleinsteuber, Hatten, Referent 10. August 1993
- Leo Kohn, Hannover, Ingenieur 15. August 1993
- Georg Schmidt, Sögel, Oberstudienrat 10. September 1993
- Wilhelm Meier, Eystrup, Tischler 15. September 1993
- Bernardo Enrique Peters-Velasquez, Cuxhaven 15. September 1993
- Gustav Schünemann, Barßel, Apotheker 15. Oktober 1993
- Horst Lachmann, Wardenburg, Journalist 20. Oktober 1993
- Gert Metell, Salzgitter, Beamter a. D. 20. Oktober 1993
- Gábor Lengyel, Salzgitter, Maschinenbauingenieur, Rabbiner 30. Oktober 1993
- Ilse Klingner, Hannover, Geschäftsführerin 1. Dezember 1993
- Hans-Heinrich Stahlhut, Lehrte, Bundesbahn-Vermessungsgehilfe 1. Dezember 1993[5]

## 1994

### Großes Verdienstkreuz
- Werner Müller, Mühlheim 21. Februar 1994
- Kurt Fischer, Hannover, Sparkassendirektor 25. Februar 1994
- Fritz Vollbrecht, Northeim, Uhrmachermeister 20. April 1994
- Gebhard Dirksen, Hannover, Stellv. Vorsitzender des Vorstandes der Nord/LB 20. Juni 1994
- Rolf Zick, Hannover, Journalist 20. Juni 1994
- Hartmut Behrendt, Isernhagen, Generalmajor 20. September 1994
- Karl-Heinrich Mihr, Gudensberg, Betriebsratsvorsitzender 25. November 1994

### Verdienstkreuz 1. Klasse
- Emil Cimiotti, Wolfenbüttel, Künstler und Hochschullehrer a. D. 15. Januar 1994
- Peter Waskönig, Saterland, Unternehmer 20. Januar 1994
- Hans Joachim Röhrs, Seevetal, Oberkreisdirektor 20. Januar 1994
- Heinrich Buhmann, Equord, Maschinenarbeiter 1. Februar 1994
- Fritz Meyer, Hilgermissen, Bezirksbrandmeister 20. Februar 1994
- Wilhelm Martens, Tosterglope, Landtagsabgeordneter 10. März 1994
- Friedrich Homeyer, Barsinghausen, Vermessungstechniker 20. April 1994
- Clemens Arkenstette, Wallenhorst 25. April 1994
- Dietmar Althof, Hannover, Gastronom 9. Juni 1994
- Andreas Graf von Bernstorff, Gartow, Forstwirt 7. Juli 1994
- Johannes Eilers, Nordenham, Vorstandsvorsitzender 20. September 1994
- Manfred Helzer, Hannover, Geschäftsführer 20. September 1994
- Franz Belting, Hannover, Maler 5. Oktober 1994
- Hugo Donder, Göttingen, Kaufmann 10. Oktober 1994
- Rudolf Strauch, Bonn, Journalist 15. November 1994
- Dieter Betz, Isernhagen, Direktor 25. November 1994
- Kurt-Günther Jagau, Garlstorf, Landwirt 1. Dezember 1994

### Verdienstkreuz am Bande
- Wolf-Walter Brehm, Bomlitz, Leiter des Vogelparks Walsrode 15. Januar 1994
- Walter Bräunlich, Varel 10. Februar 1994
- Heinrich Rischmüller, Wennigsen, Honorarprofessor 15. Februar 1994
- Kurt Alten, Wennigsen, Unternehmer 25. Februar 1994
- Michael John Gudgin, Hameln, Service Liaison Officer 25. Februar 1994
- Herwart von der Decken, Freiburg, Landwirt 1. März 1994
- Helmut Hinrichs, Wittmund, Lehrer a. D. 5. März 1994
- Heinrich Hampe, Hann. Münden, Schulleiter a. D. 10. März 1994
- Ursula Lippe, Woltersdorf, Landwirtschaftliche Gehilfin 1. April 1994
- Otto Lukaschewski, Ankum, Journalist 20. April 1994
- Jürgen-Hermann Küsel, Oyten, Unternehmer 1. Mai 1994
- Udo Hafferkamp, Berge, Leiter einer Grundschule 20. Mai 1994
- Gerhard Kowala, Isernhagen, Rechtsanwalt und Notar 20. Mai 1994
- Enno Hansing, Nordenham, Reit- und Fahrlehrer 20. Mai 1994
- Herbert Wick, Cloppenburg, Schausteller 20. Mai 1994
- Evamaria Cordes, Braunschweig, Oberstudienrätin a. D. 10. Juni 1994
- Paul Chapel, Vannes (Frankreich), Lehrer a. D. 10. Juni 1994
- Günter Wiemann, Wolfenbüttel, Ministerialdirigent a. D. 1. Juli 1994
- Werner Franke, Lingen, Oberkreisdirektor a. D. 1. Juli 1994
- Greta Hoffner, Brake, Hausfrau 5. Juli 1994
- Klaus-Hermann Rauterberg, Lehrte, Pastor i. R. 10. August 1994
- Gerd-Joachim Grom, Wilhelmshaven, Geschäftsführer 1. September 1994
- Gudrun Oerke, Friedland, Landfrau 20. September 1994
- Hinrich Küken, Moormerland 20. September 1994
- Gilbert Delauney, Alencon (Frankreich) 30. September 1994
- Heinrich Wichmann, Lindern, Lebensmittelkontrolleur 5. Oktober 1994
- Hans-Jürgen Paul, Hannover, Jurist i. R. 5. Oktober 1994
- Ursula Werben, Einbeck 20. Oktober 1994
- Heinz Holzberg, Hatten, Buchhändler 10. November 1994
- Ulrike Baum, Hannover 25. November 1994
- Ekkehard Boesche, Hamburg, Journalist 15. Dezember 1994
- Berta Weiß, Hannover 15. Dezember 1994
- Ursula Grunwald, Oldenburg, Schulamtsdirektorin a. D. 20. Dezember 1994

## 1995

### Großes Verdienstkreuz
- Hartwig Piepenbrock, Osnabrück, Unternehmer 27. März 1995
- Walter Roy, Norwich (Großbritannien), Leiter einer Gesamtschule 5. April 1995
- Ferdinand Lühmann, Cuxhaven, Spediteur 25. Juli 1995
- Jürgen Fischer, Hannover, Mitglied des Vorstandes der TUI-International 29. August 1995
- Kurt Maier, Braunschweig, Geschäftsführer 30. August 1995
- Wilhelm Westermann, Lüneburg, Unternehmer 1. November 1995

### Verdienstkreuz 1. Klasse
- Jürgen Peters, Sprockhövel, Bezirksleiter der IG Metall 1. März 1995
- Heyo Eckel, Göttingen, Arzt 15. März 1995
- Peter Hennings, Lüneburg, Hauptgeschäftsführer 30. Mai 1995
- Karl-Heinz Hüggelmeyer, Bad Rothenfelde, Landwirt 20. Juni 1995
- Hans-Dieter von Friedrichs, Osterholz-Scharmbeck, Oberkreisdirektor 20. Juni 1995
- Karl Schaper, Sickte, Künstler 25. Juli 1995
- Michael Fürst, Hannover, Rechtsanwalt und Notar 15. September 1995
- Rainer Basedow, Ottobrunn, Kabarettist 20. September 1995

### Verdienstkreuz am Bande
- Gertrud Schröter, Celle 20. Januar 1995
- Peter Lamberg, Wolfsburg. Oberstadtdirektor 1. März 1995
- Alfred Köhler, Celle 15. März 1995
- Johannes Eden, Neuharlingersiel 15. März 1995
- Wilhelm Lindemann, Wiefelstede 20. April 1995
- Hans-Peter Albrecht, Hannover, Geschäftsführer 20. März 1995
- Alfred Kloss, Stade, Geschäftsführer 20. März 1995
- Edith Sikorski-Zsolnay, Hannover 10. Mai 1995
- Heinz Fiedler, Jade, Landwirt 15. Mai 1995
- Ewald Aul, Osnabrück, Geschäftsführer 15. Juni 1995
- Edgar Sohl, Wedemark 15. Juni 1995
- Heinrich Voort, Bad Bentheim, Geologe 20. Juni 1995
- Christine Behrens, Scheeßel, Schneiderin 30. Juni 1995
- Heinrich Büschemann, Oldenburg 30. Juni 1995
- Helga Anni Müllerl, Ritterhude 30. Juni 1995
- Kurt Karl Rudolf Müller, Ritterhude 30. Juni 1995
- Marcel Schiltz, Rameldingen (Luxemburg) 30. Juni 1995
- Hubert Lange, Hannover, Mitglied des Vorstandes der Deutschen Messe AG 10. August 1995
- Berthold von Behr, Hoya, Landwirt 15. August 1995
- Jean-Michel Laydevant, Villacoublay/Air (Frankreich), Hauptmann 25. August 1995
- Rudolf Kohnert, Duderstadt, Geschäftsführer i. R. 1. November 1995
- Rudolf Barke, Clausthal-Zellerfeld 1. November 1995
- Harmen-Irmfried Heineke, Lehrte, Landwirt 1. November 1995
- Erich Schwarze, Oldenburg 20. November 1995
- Hans-Jürgen Steinau, Nordholz, DGB-Kreisvorsitzender 1. Dezember 1995
- Hans-Joachim Zimmermann, Wolfsburg, Hauptabteilungsleiter 1. Dezember 1995
- August Lampe, Langenhagen 1. Dezember 1995
- Gerhard Hinze, Schüttorf, Zahnarzt 5. Dezember 1995

## 1996

### Großes Verdienstkreuz
- Friedrich Deike, Söhlde, Landrat 1. Februar 1996
- Renate Rumpeltin, Nienburg, Geschäftsführerin 15. Mai 1996
- Hans-Joachim Scherzberg, Florida, Vorsitzender des Aufsichtsrates der Vereinigten Haftpflichtversicherung 30. Juli 1996
- Günther Volker, Celle, Zahnarzt 9. November 1996
- Hans Behrens, Hatten, Präsident der Landwirtschaftskammer Weser-Ems 20. Dezember 1996

### Verdienstkreuz 1. Klasse
- Inge Küster, Worpswede, Unternehmerin 1. März 1996
- Erika Emmerich, Schönbeck, Präsidentin des Verbandes der Automobilindustrie e.V. 1. März 1996
- Jasper Röders, Soltau, Unternehmer 10. April 1996
- Klaus-Dieter Forstmann, Bomlitz, Unternehmer 15. April 1996
- Carl Ulfert Stegmann, Norden, Vorstandsvorsitzender 5. Juni 1996
- Ernst Schmidt, Einbeck, Ltd. Kreisdirektor a. D. 15. Juli 1996
- Heiko Wandscher, Oldenburg, Oberstadtdirektor 30. August 1996
- Karl-Heinz Baaske, Hannover 20. September 1996
- Victor Lis, Ronnenberg, Geschäftsführer 1. Oktober 1996
- Wilhelm Peters, Winsen, Einzelhandelskaufmann 15. November 1996
- Ernst-August Kranz, Obernkirchen 20. November 1996
- Helmut Barwig, Drochtersen 25. November 1996
- Gerhard Haack, Wilhelmshaven, Geschäftsführer 4. Dezember 1996

### Verdienstkreuz am Bande
- Fritz Hollberg, Lembruch 5. Januar 1996
- Liselotte Alter, Braunschweig 15. Januar 1996
- Otto Buchinger, Bad Pyrmont, Arzt 20. Februar 1996
- Wolfgang Schütz, Oldenburg, ltd. Landwirtschaftsdirektor a. D. 1. März 1996
- Bernhard Gievert, Haren, Apotheker 15. März 1996
- Hans Burkardt, Isernhagen 15. März 1996
- Katharina Bennefeld-Kersten, Eicklingen 15. März 1996
- Gerd Rump, Hildesheim, Sparkassen- und Bankkaufmann a. D. 20. März 1996
- Heinrich Heitmann, Ehrenburg, Arzt 25. März 1996
- Rudolf Noeres, Lüneburg, Verwaltungsbeamter a. D. 25. April 1996
- Erich Martin, Isernhagen 25. April 1996
- Wilhelm Schäfer, Burgwedel, Vorstandsmitglied 25. April 1996
- Günter Graubner, Ronnenberg 25. April 1996
- Heidulf Masztalerz, Südergellersen, Maurerpolier 30. Mai 1996
- Martina Kranz, Göttingen, Sozialarbeiterin 15. Juni 1996
- Jelle Reitsma, Apeldoorn (Niederlande), Brigadegeneral 25. Juli 1996
- Helmut Krethe, Oederquart, Naturschutzwart 1. August 1996
- Gottfried Woldering, Osnabrück, Rechtsanwalt 10. September 1996
- Werner Meihorst, Isernhagen 20. September 1996
- Horst Muchow, Osnabrück 20. September 1996
- Reinhold Müller, Lüneburg, Stadtdirektor a. D. 20. September 1996
- Sabine Koch, Hildesheim, Kantorin 1. Oktober 1996
- Elger Kleinschmidt, Burgdorf 1. Oktober 1996
- Heinrich Thiermann, Kirchdorf, Landwirt 1. Oktober 1996
- Karl-Heinrich Hartmann, Betzendorf, Landwirt 10. Oktober 1996
- Horst Neumann, Goslar, Fleischermeister 10. Oktober 1996
- Hubert Bittner, Oldenburg, DGB-Kreisvorsitzender 30. Oktober 1996
- Georg Peter Klein, Braunschweig 7. November 1996
- Otto Ammermann, Jade, Bezirksdirektor 5. Dezember 1996
- Bernhard Oppermann, Hann. Münden, Unternehmer 5. Dezember 1996
- Marie Schumak, Bissendorf 20. Dezember 1996
- Maria Krenz, Schiffdorf 20. Dezember 1996
- Ursula von Kügelgen, Verden 20. Dezember 1996

## 1997

### Großes Verdienstkreuz
- Wilhelm Niemeyer, Hilter, Präsident des Niedersächsischen Landvolkes 10. April 1997
- Heinz Hennig, Hannover, Hochschullehrer 15. Mai 1997
- Gustav Hebold, Cuxhaven 15. Mai 1997
- Theodor Schöller, Nürnberg, Unternehmer 11. Juni 1997
- Klaus Geiseler, Hannover, Vorstandsvorsitzender 25. Juni 1997
- Clemens-August Krapp, Vechta, Kaufmann 20. Oktober 1997

### Verdienstkreuz 1. Klasse
- Hans-Heinrich Isenbart, Kirchlinteln, Journalist 15. Januar 1997
- Bernhard H. Brümmer, Stade 20. Januar 1997
- Marta Lattemann-Meyer, Goslar, Unternehmerin 10. Februar 1997
- Klaus Block, Cremlingen, Geschäftsführer 20. Februar 1997
- John Eldöy, Emden, Geschäftsführer 15. April 1997
- Friedel Knolle, Goslar 25. April 1997
- Anna Margarete Janovicz, München 30. April 1997
- Reinhard Donath, Aurich, Oberstudienrat 30. April 1997
- Irmgard Ulderup, Stemwede-Haldern 15. Mai 1997
- Anni Gondro, Hannover 20. Mai 1997[6]
- Ulrich Seiffert, Braunschweig, Angestellter 10. Juni 1997
- Gerhard Barner, Hannover 10. Juli 1997
- Hans-Jürgen Warnecke, Weil der Stadt, Universitätsprofessor 10. Juli 1997
- Conrad Naber, Lilienthal, Unternehmer 15. Juli 1997
- Gottfried Vauck, Wintermoor, Schneverdingen 15. September 1997
- Kurt Rehkopf, Wunstorf, Konditormeister 1. Oktober 1997
- Gerd Hancken, Stade, Arzt 1. Oktober 1997
- Karl-Joseph Geiser, Beverstedt, Tierarzt 30. Oktober 1997
- August Schwarz, Staufenberg, Verw.-Betriebswirt 1. Dezember 1997

### Verdienstkreuz am Bande
- Konrad Mössinger, Langenhagen 30. Januar 1997
- Wolfgang Koehler, Lehrte 30. Januar 1997
- Adolf Harmening, Bad Nenndorf, Verbandsdirektor 30. Januar 1997
- Wilhelm Kempe, Goslar, Internist und Anästhesist 30. Januar 1997
- Friedrich Schlemm, Hannover, Hauptabteilungsleiter 30. Januar 1997
- Paul Segretain, Besse-sur-Braye, Unternehmer 5. Februar 1997
- Reinhard Kramer, Hannover 5. Februar 1997
- Ulrich Erdmann, Hasbergen, Beamter 5. Februar 1997
- Georges Bollengier-Stragier, Coulaines (Frankreich) 10. April 1997
- Ernst Hollje, Zetel 5. Mai 1997
- Adolf Reitz, Grünenplan, Vorstandsvorsitzender, 5. Mai 1997
- Friedrich Höse, Hatten, Staatssekretär a. D. 20. Mai 1997
- Bernhard Mayer (Apotheker), Vechta, Apotheker 20. Juni 1997
- Rudolf Spohr, Nordenham 30. Juni 1997
- Nikolaus Remer, Amelinghausen 30. Juni 1997
- Elisabeth Leyer, Varel 1. Juli 1997
- Ewald Eden, Westoverledingen, Unternehmer 20. August 1997
- Henry Böhack, Cuxhaven, Landwirt 5. September 1997
- Hinrich Gerken, Harsefeld, Lehrer i. R. 25. September 1997
- Friedrich Vorwerk, Tostedt, Unternehmer 1. Oktober 1997
- Erich Martens, Wardenburg 25. November 1997
- Hermann Lütgens, Dählenburg-Siecke 30. Dezember 1997

## 1998

### Großes Verdienstkreuz
- Walther Leisler Kiep, Kronberg, Minister a. D. 5. Januar 1998
- Wilhelm Sandmann, Hannover, Geschäftsführer 30. Januar 1998
- Klaus Krause, Goslar, Zeitungsverleger 10. März 1998
- Adolf Freiherr von Wangenheim, Waake, Land- und Forstwirt 20. Mai 1998
- Heinz Neumüller, Oldenburg (Oldenburg), Unternehmer 25. Juni 1998
- Casimir Ehrnrooth, Helsinki, Vorstandsvorsitzender 15. Juli 1998
- Herbert Huster, Otterndorf, Verleger 1. September 1998
- Jochen Patzschke, Bad Salzdetfurth, MdL, Hauptlehrer a. D. 15. Dezember 1998

### Verdienstkreuz 1. Klasse
- Horst-Udo Ahlers, Braunschweig, Polizeipräsident 20. März 1998
- Jürgen Seifert, Hannover 20. April 1998
- Horst Voigt, Bad Harzburg, Stadtdirektor 20. April 1998
- Helga Grebing, Göttingen, Historikerin 29. April 1998
- Alexander Engelhardt, Bovenden, Oberkreisdirektor 30. April 1998
- Ludwig Rutt, Hannover 5. Juni 1998
- Helmut Rode, Wietzen 10. Juni 1998
- Horst Bruer, Celle, Geschäftsführer 15. Juni 1998
- Gustav Wegner, Liebenburg, Diplomingenieur 15. Juni 1998
- Zvi Asaria, Savyon/Tel Aviv 1. September 1998
- Hans-Joachim Sauerbrey, Bad Lauterberg, Angestellter 1. Oktober 1998
- Johanna Matthies, Drestedt, Hauswirtschaftsmeisterin 5. Oktober 1998

### Verdienstkreuz am Bande
- Peter Brandler, Weste, Richter am Amtsgericht 15. Januar 1998
- Alexander Gaede, Hannover, Ministerialrat a. D. 30. Januar 1998
- Roswitha Sommer, Bückeburg, Geschäftsführerin 5. Februar 1998
- Gerhard Heuer, Hemmingen, Lehrer a. D. 20. Februar 1998
- Rudolf Michels, Langelsheim 10. März 1998
- Harald Wimmer, Varel-Obenstrohe 5. Mai 1998
- Beate Geiseler, Hannover, Hausfrau 15. Mai 1998
- Curt Claus Vocke, Sulingen, Kaufmann 5. Juni 1998
- Uwe Brauns, Hambergen, MdL, Bauingenieur 10. Juni 1998
- Alf-Rico Denck, Cuxhaven, Stabsoffizier 15. Juni 1998
- Karl-Heinz Baumgarten, St. Andreasberg, Stadtdirektor a. D. 25. August 1998
- Helmut Niekamp, Osnabrück, Musiker 25. August 1998
- Lothar Nitschke, Melle, Musiker 25. August 1998
- Robert Stafflage-Nuphaus, Einbeck, Diplom-Maschinenbau- und Wirtschaftsingenieur 25. August 1998
- Wilfried Witte, Osnabrück, Musiker 25. Oktober 1998
- Aloys Grba, Hagen am Teutoburger Wald, Angestellter 15. September 1998
- Konrad Liebmann, Osnabrück, Antiquar 5. November 1998
- Dieter Schipper, Celle 10. November 1998
- Bernhard Hermann Schrubka, Cuxhaven 10. November 1998
- Hans-Heinrich Bosse, Rethen (Vordorf) 20. November 1998
- Karl-Engelhardt Kruse, Wangerooge, Gastronom 25. November 1998
- Jörn Dams, Hattingen, Ingenieur 1. Dezember 1998
- Charlotte Flügge, Hameln, Hausfrau 1. Dezember 1998
- Friedrich Flügge, Hameln, Oberstudiendirektor a. D. 1. Dezember 1998
- August Meyer, Belum, September 1998

## 1999

### Großes Verdienstkreuz
- Karl-Wilhelm Lange, Hann. Münden, Regierungspräsident a. D. 15. Februar 1999
- Friedrich-Karl Böttcher, Eisdorf-Willensen (Harz), Oberkreisdirektor 20. Mai 1999
- Herbert Droste, Barsinghausen, Oberkreisdirektor 25. Mai 1999
- William George Vernon Kenney, Hannover, Chief Service Liaison Officer 1. Juni 1999
- Heiner Herbst, Braunschweig, Präsident des Niedersächsischen Landesrechnungshofs 29. November 1999

### Verdienstkreuz 1. Klasse
- Ulrich Reimers, Vechelde, Geschäftsführender Leiter 15. Januar 1999
- Hans-Michael Heise, Syke, Oberkreisdirektor 10. März 1999
- Reinhard Renken, Norden, Malermeister i. R. 10. März 1999
- Hans-Jürgen Meißner, Bomlitz, Vorstandsvorsitzender 25. März 1999
- Friedrich Schwerdtfeger, Holzminden 15. Juni 1999
- Karsten Friedrich Hoppenstedt, Burgwedel, Mitglied des Europäischen Parlaments 1. Juli 1999
- Dietrich H. Hoppenstedt, Burgwedel, Präsident des Deutschen Sparkassen- und Giroverbandes 30. Juli 1999
- Otto Thalmann, Nordholz, Landwirt 1. September 1999
- Johann Peter Vogel, Berlin, Rechtsanwalt 15. Oktober 1999
- Dieter Geiler, Braunschweig, Unternehmer 15. November 1999
- Klaus Rathert, Celle, Präsident des Niedersächsischen Sparkassen- und Giroverbandes 20. Dezember 1999

### Verdienstkreuz am Bande
- Karl Heinz Schnitzler, Hannover 15. Januar 1999
- Heinz Ragnitz, Nordhorn 20. Januar 1999
- Heinrich Bohlen, Wiesmoor, Unternehmer 15. Februar 1999
- Heinrich Doyen, Wiesmoor, Unternehmer 15. Februar 1999
- Norbert Buchtmann, Varel, Technischer Angestellter 10. März 1999
- Karl Siedentopp, Uetze OT Eltze, Sparkassenleiter a. D. 15. März 1999
- Helmut Harneit, Deutsch Evern, Kreisverwaltungsdirektor a. D. 25. März 1999
- Hansgeorg Lauk, Salzgitter 25. März 1999
- Henry Hasselbring, Neustadt am Rübenberge, Landwirtschaftsmeister 20. April 1999
- Richard Hecke, Hannover, Leitender Baudirektor 15. Juni 1999
- Dieter Ludwig Roddewig, Bregenz, Aufsichtsratsvorsitzender 15. Juni 1999
- Friedrich Wille, Einbeck 25. Juni 1999
- Martin Biermann, Celle, Oberstadtdirektor 1. Juli 1999
- Hermann Kunze, Hann. Münden, Heizungs- und Lüftungsbaumeister 15. Juli 1999
- Pierre Yves Chatenay, Auterive/Frankreich 5. August 1999
- Alfred Harland, Hessisch Oldenforf, Elektroinstallateurmeister 20. August 1999
- Wolfgang Hofmeister, Wunstorf, Bergwerksdirektor a. D. 20. August 1999
- Josef Klehr, Wunstorf 20. August 1999
- Gerold Lüken, Jever, Landwirt 25. August 1999
- Walter Wichmann, Syke, Angestellter 1. September 1999
- Helge Bei der Wieden, Bückeburg, Oberstudienrat 1. September 1999
- Jan Bernd Eisenbart, Vechta, Oberkreisdirektor a. D. 15. September 1999
- Nicole Ducros, Coulaines, Verwaltungsleiterin 15. Oktober 1999
- Karl-Theodor Simon, Hannover 15. Oktober 1999
- Paul Theile, Hannover 15. Oktober 1999
- Johann Haddinga, Norden, Chefredakteur 10. November 1999
- Arthur de Freese, Ostrhauderfehn, Schneidermeister 25. November 1999

## 2000

### Großes Verdienstkreuz
- Gerhard Blume, Rotenburg (Wümme), Oberkreisdirektor 25. Januar 2000
- Wolfgang Frühwald, Augsburg 1. März 2000
- Christian Hellwig, Hannover, Generalmajor 31. Mai 2000

### Verdienstkreuz 1. Klasse
- Peter Antes, Hannover, Universitätsprofessor für Religionswissenschaft, 15. Februar 2000
- Eckart Krömer, Emden, Volkswirt 15. Mai 2000
- Klaus Meine, Wedemark, Mitglied der Rockgruppe „Scorpions“ 20. Juni 2000
- Rudolf Schenker, Schwarmstedt, Mitglied der Rockgruppe „Scorpions“ 20. Juni 2000
- Michael Schöne, Hildesheim, Oberkreisdirektor 20. Juni 2000
- Folkert Hinrichs, Leer, Arzt 25. Juli 2000
- Klaus Volkert, Wolfsburg, Betriebsratsvorsitzender 27. Juli 2000
- Dietrich Ruprecht, Göttingen, Verleger 10. August 2000
- Jürgen Walter, Neustadt am Rübenberge, Aufsichtsratsmitglied 25. August 2000
- Laurens Spethmann, Jesteburg, Unternehmer 11. September 2000
- Hans-Alexander Drechsler, Uelzen, Postamtmann a. D. 10. Oktober 2000

### Verdienstkreuz am Bande
- Hans Hoffmann, Munster, Oberstabsfeldwebel 20. Januar 2000
- Michael Gehrke, Hannover, Verwaltungsangestellter 10. Februar 2000
- Gerd Bakeberg, Eschede, Verwaltungsangestellter 1. März 2000
- Maria Kiss, Oyten 15. März 2000
- Ernst-Wolfgang Moebius, Hannover, Arzt 15. März 2000
- Peter Holm, Hannover, Präsident des Niedersächsischen Landesamtes für Straßenbau 20. März 2000
- Ulrich Maeck, Lüneburg, Regierungsdirektor a. D. 30. März 2000
- Karl Heinz Bielefeld, Göttingen, Lehrer a. D. 25. April 2000
- Hans-Wolfgang Lingemann, Neuenkirchen (Lüneburger Heide), Bildhauer 30. Mai 2000
- Ulrich Mädge, Lüneburg, Oberbürgermeister 30. Mai 2000
- Karsten Mencke, Lüneburg, Betriebswirt 30. Mai 2000
- Gideon Kiens, Isernhagen 5. Juni 2000
- Matthias Jabs, Wedemark, Mitglied der Rockgruppe „Scorpions“ 20. Juni 2000
- Fritz Bokelmann, Hellingst, Landwirt 15. August 2000
- Friedrich-Wilhelm Stever, Gifhorn 15. August 2000
- Leena Butz, Friedland, Webermeisterin 25. August 2000
- Hermann Rendigs, Stuhr, Gemeindedirektor 15. September 2000
- Heinrich Lüneburg, Winsen (Luhe) 20. September 2000
- Wolfgang Reichelt, Verden (Aller), Ingenieur 20. September 2000
- Bernard Kajdan, F-Fichy, Flugbegleiter 10. Oktober 2000
- Hako Haken, Weener 20. Oktober 2000
- Idune Kletzin, Hildesheim, Oberstudienrätin a. D. 20. Oktober 2000
- Horst Quade, Clausthal-Zellerfeld 6. November 2000
- Adele Pralle, Soltau 7. Dezember 2000

## 2001

### Großes Verdienstkreuz
- Hinrich Seidel, Hannover, Hochschullehrer 21. März 2001
- Alain Le Vern, Saint-Saens, Präsident des Regionalrates der französischen Partnerregion Haute Normandie 14. Mai 2001
- Birgit Breuel, Hamburg, EXPO-Generalkommissarin 1. Juni 2001
- Saqer Ghobash, Abu Dhabi, EXPO-Generalkommissar Vereinigte Arabische Emirate 1. Juni 2001
- Gabor Gernyi, Budapest, EXPO-Generalkommissar Ungarn 1. Juni 2001
- Pablo Bravo Lozano, Aravaca, Madrid, EXPO-Generalkommissar Spanien 1. Juni 2001
- Cesário Melantonio Neto, Brasilia, EXPO-Generalkommissar Brasilien 1. Juni 2001
- Jaime Corredor, Mexiko, EXPO-Generalkommissar Mexiko 1. Juni 2001

### Verdienstkreuz 1. Klasse
- Günter Koch, Göttingen, Rentner 16. Februar 2001
- Horst Fricke, Hannover, ehemaliger Bezirksvorsitzender der Gewerkschaft ÖTV Niedersachsen 15. Mai 2001
- Ulrich Neufert, Lehrte, Journalist/EXPO-Berichterstatter 1. Juni 2001
- Claus Groth, Meerbusch, Chef des Deutschen EXPO-Pavillons 1. Juni 2001
- Rajeev Sethi, Neu-Delhi, EXPO-Scenograph Basic Needs 1. Juni 2001
- Norbert Bargmann, Burgdorf-Ehlershausen, stellvertretender EXPO-Generalkommissar 1. Juni 2001
- Bruno Ganz, Berlin, Schauspieler/EXPO-Faust-Darsteller 1. Juni 2001
- Arno Beyer, Hannover, Landesfunkhauschef/EXPO-Berichterstatter 1. Juni 2001
- Anne-Kathrin Berger, Hannover, Chefredakteurin/EXPO-Berichterstatterin 1. Juni 2001
- Hans-Jürgen Dürbaum, Isernhagen, Professor a. D. 25. Juni 2001
- Wilhelm Totok, Hannover, Leitender Bibliotheksdirektor 10. September 2001
- Günter Leifert, Uelzen, Bürgermeister 15. Oktober 2001
- Johannes Eveslage, Barßel, MdL, Präsident des Niedersächsischen Städte- und Gemeindebundes 19. Oktober 2001

### Verdienstkreuz am Bande
- Gerhard Gödiker, Haselünne, Polsterer 11. Januar 2001
- Herbert Bastemeyer, Neustadt am Rübenberge 8. Februar 2001
- Hans Kraus, Goslar, Chefredakteur 14. Februar 2001
- Friedrich Brandt, Seelze 22. Februar 2001
- Hans Jürgen Beverförden, Hann. Münden 6. März 2001
- Heinz-Werner Theesfeld, Aurich, Chefredakteur 10. April 2001
- Erika von Rahden, Schwanewede, Unternehmerin 25. April 2001
- Päivi Kuivanen, Hannover, EXPO-Helferin im finnischen Pavillon 1. Juni 2001
- Marion Wrede, Hameln, EXPO-Helferin im Christus-Pavillon 1. Juni 2001
- Gerda Feldmann, Lüneburg 6. August 2001
- Ingeborg Inselmann, Schneverdingen 16. August 2001
- Karlheinz Löhr, Hannover 10. September 2001
- Karlheinz Poredda, Hipstedt 20. September 2001
- Gerhard Schneider, Otterndorf, Landwirt 5. Oktober 2001
- Helga Görsmann, Gehrden, Stadtführerin der Stadt Hannover 22. November 2001
- Renate Börner, Lüneburg 30. November 2001
- Elisabeth Belling, Hameln, Unternehmerin 12. Dezember 2001
- Karl-Heinz Stubbe, Lüneburg, Bankkaufmann 20. Dezember 2001

## 2002

### Großes Verdienstkreuz
- Axel Endlein, Northeim 25. Februar 2002
- Andor Izsák, Hannover 15. April 2002
- Horst Förster, Hannover 25. September 2002

### Verdienstkreuz 1. Klasse
- Horst-Günter Lucke, Oldenburg (Oldenburg) 10. Januar 2002
- Otto Künnecke, Holzminden 20. März 2002
- Theodor Eggers, Wendeburg 10. April 2002
- Heinrich Meyer, Giesen 2. Mai 2002
- Arndt Ruprecht, Göttingen 15. Mai 2002
- Jürgen Thölke, Delmenhorst 15. Mai 2002
- Udo Zempel, Stadland-Rodenkirchen 24. Mai 2002
- Maciej Łagiewski, Breslau 28. Mai 2002
- Bernd Bauer, Hamburg 10. Juni 2002
- Walter Schusser, München 10. Juni 2002
- Heinz-Eberhard Holl, Osnabrück 12. Juni 2002
- Josef Meerpohl, Vechta-Calveslage 20. Juni 2002
- Hubert-Heinrich Lange, Hannover 24. Juni 2002
- Peter Haverbeck, Hannover 14. August 2002
- Günther Boekhoff, Leer 16. September 2002
- Theodor Striegan, Hildesheim 4. November 2002
- Arno Schreiber, Wilhelmshaven 12. November 2002

### Verdienstkreuz am Bande
- Gertrud Pöppelmann, Lohne 10. Januar 2002
- Ruthtraut Steinbrecher, Wittmund 10. Januar 2002
- Elfriede Bachmann, Bremervörde 8. Februar 2002
- Fritz Willig, Laatzen 15. Mai 2002
- Dietlef Niklaus, Dassel 5. Juni 2002
- Peter Nölges, Hildesheim 26. Juni 2002
- Peter Hübotter, Hannover 28. Juni 2002
- Hedwig Pruin, Westoverledingen 7. August 2002
- Hans Arend, Hessisch Oldendorf 8. August 2002
- Egbert Schulz, Bad Eilsen 8. August 2002
- Fritz-Geerd Arentzen, Schüttorf 19. August 2002
- Hans Bölts, Ovelgönne OT Rüdershausen 16. September 2002
- Wolfgang Büsing, Oldenburg (Oldenburg) 16. September 2002
- Werner Luchtmeier, Rinteln 15. Oktober 2002
- Eva-Maria Neher, Bovenden 15. Oktober 2002
- Otto Prieß, Cuxhaven 22. Oktober 2002
- Heinz Strickmann, Cloppenburg 22. Oktober 2002
- Ute Bernhardt, Stadthagen 28. Oktober 2002
- Ulrike Block-von Schwartz, Braunschweig 28. Oktober 2002
- Detta Borgardt, Bremervörde 29. Oktober 2002
- Andrea Ruhstrat, Göttingen 4. November 2002
- Christa Röder, Langenhagen 12. November 2002
- Walter Lampe, Hannover 15. November 2002
- Georg Prilhofer, Hannover 15. November 2002
- Rita Broweleit, Wardenburg 19. November 2002
- Margit zur Brügge, Westerstede-Gießelhorst 23. Dezember 2002

## 2003

### Großes Verdienstkreuz
- Peter Fischer, Cuxhaven 24. April 2003
- Wolf Weber, Rastede 24. April 2003

### Verdienstkreuz 1. Klasse
- Utz Claassen, Hannover 14. Februar 2003
- Rainer Thieme, Osnabrück 2. Mai 2003
- Günter Leonhardt,[7] Hannover 15. Mai 2003
- Wolfgang Haubold, Wildeshausen 5. Juni 2003
- Hans Ellfrodt, Adendorf 1. September 2003
- Engelbert Nelle, Hildesheim 21. November 2003
- Carl Haenlein, Hannover 12. Dezember 2003

### Verdienstkreuz am Bande
- Theodor Bross, Melbeck 20. Januar 2003
- Sighild Salzmann, Wolfenbüttel 24. Januar 2003
- Werner Kirschner, Ilsede 17. Februar 2003
- Wilhelm Arens, Nordhorn 19. Februar 2003
- Jürgen Werner, Buxtehude 10. März 2003
- Klaus DeParade, Gehrden 12. Mai 2003
- Hans-Peter Fitschen, Stade 15. Mai 2003
- Fritz Lottmann, Rastede 15. Mai 2003
- Rolf Lüer, Egestorf (Nordheide) 15. Mai 2003
- Heiner Saade, Osterholz-Scharmbeck 15. Mai 2003
- Henning Jörg Claassen, Deutsch Evern 2. Juli 2003
- Reiner Faulhaber, Lüneburg 2. Juli 2003
- Gerhard Kraus, Alfeld (Leine) 2. Juli 2003
- Wilhelm Krümpelmann, Ankum 2. Juli 2003
- Helmut Ottenjann, Cloppenburg 2. Juli 2003
- Hans-Georg Röhlke, Lüneburg 2. Juli 2003
- Reinhard Wessels, Dörpen 2. Juli 2003
- Dieter Fuchs, Dissen 15. Juli 2003
- Edzard Pauly, Wiefelstede 10. Oktober 2003
- Rosa Bunge, Lingen 20. Oktober 2003
- Helga Stein, Hildesheim 10. November 2003
- Roland Neßler, Gehrden 20. November 2003
- irmgard Tantzen, Oldenburg (Oldb.) 20. November 2003

## 2004

### Großes Verdienstkreuz
- Walter Kempowski, Gyhum 22. April 2004

### Verdienstkreuz 1. Klasse
- Martin Döscher, Köhlen 22. Januar 2004
- Adalbert von der Recke, Celle 26. Januar 2004
- Herbert Rausch, Cloppenburg 30. Januar 2004
- Gudrun Schröfel-Gatzmann, Hannover 15. März 2004
- Reinhold Stöver (Gründer von Agrarfrost), Wildeshausen 26. März 2004
- Margit Korthöber, Springe-Mittelrode 7. April 2004
- Dietmar Harting, Espelkamp 8. April 2004
- Waldemar R. Röhrbein, Hannover 5. Mai 2004
- Adolf Thölke, Sehnde 18. Mai 2004
- Heinz Sielmann, München 25. Mai 2004
- Inge Sielmann, München 25. Mai 2004
- Gerhard Schulze, Rosche 8. Juni 2004
- Wolfgang Mauersberg, Hannover 15. Juni 2004
- Henning Kahlke, Holzminden 28. Juni 2004
- Karin-Maria von Heimburg, Barsinghausen 20. August 2004
- Edda Goede, Wulsbüttel-Albstedt 3. Dezember 2004
- Joachim Hahn, Hannover 11. Dezember 2004

### Verdienstkreuz am Bande
- Günter Rubach, Cuxhaven 20. Februar 2004
- Wilko Jäger, Schwanewede 1. März 2004
- Hans Hermann Lucht, Thedinghausen 1. März 2004
- Hans-Joachim Tessner, Goslar 1. März 2004
- Olaf Tschimpke, Ronnenberg 26. März 2004
- Adelheid Brüning, Süstedt 29. März 2004
- Lisa Woltmann, Springe-Alvesrode 7. April 2004
- Ulrich Kirchhoff, Hannover 8. April 2004
- Günter Mahlke, Hannover 8. April 2004
- Jutta Güring, Clausthal-Zellerfeld 13. April 2004
- Wilhelm Holsten, Bargstedt 11. Mai 2004
- Hella Lietz, Emmendorf 24. Mai 2004
- Gottfried Thiele, Wietzendorf 25. Mai 2004
- Rolf Toonen, Eelde (Niederlande) 10. Juni 2004
- Willem van de Vrede, AV Assen (Niederlande) 10. Juni 2004
- Albert Wehner, Leer 10. Juni 2004
- Elisabeth Benne, Hilter 17. Juni 2004
- Hans-Georg Buchtmann, Varel 17. Juni 2004
- Wendelin Jundt, Nienburg 1. Juli 2004
- Rotraut Kahle, Lüneburg 7. Juli 2004
- Harald Schraepler, Braunschweig 15. Juli 2004
- Marie-Luise Clasen, Dannenberg (Elbe) 23. Juli 2004
- Katharine Morisse, Schwanewede 18. August 2004
- Irene Hemme, Wedemark-Sprockhof 10. September 2004

## 2005

### Großes Verdienstkreuz
- Christa Meves, Uelzen 4. März 2005
- Reinhold Purr, Groß St. Florian 25. August 2005
- Werner Remmers, Lingen 10. Oktober 2005

### Verdienstkreuz 1. Klasse
- Claus Hüppe, Oldenburg (Oldenburg) 13. Mai 2005
- Ummo Francksen, Oldenburg (Oldenburg) 15. Juli 2005
- Wolf-Rüdiger Umbach, Königslutter 25. August 2005
- Gaby Letzing, Mellinghausen 20. September 2005
- Helen Donath, Wedemark 10. Oktober 2005
- Heinrich Voort, Bad Bentheim 17. Oktober 2005
- Elisabeth Müller-Luckmann, Braunschweig 1. November 2005

### Verdienstkreuz am Bande
- Bernard Kühling, Vechta 20. Januar 2005
- Hermann Hastedt, Hannover 8. Februar 2005
- Gerhard Kegel, Buchholz (i. d. Nordheide) 22. Februar 2005
- Hans Ney, Wangerland - Hooksiel 22. Februar 2005
- Ewald Schoof, Twistringen 22. Februar 2005
- Hermine Vehmeyer, Haselünne 22. Februar 2005
- Johannes Tebben, Ermke 25. Februar 2005
- Rolf Erdmann, Hannover 15. März 2005
- Werner Böckelmann, Wehrbleck 12. April 2005
- Erich Krüger, Dannenberg (Elbe) 26. April 2005
- Dietrich Kröncke, Hannover 3. Mai 2005
- Jutta Rheim, Hannover 25. Mai 2005
- Teruko Balogh, Grussendorf 1. Juni 2005
- Toshiaki Kamei, Naruto 1. Juni 2005
- Hans-Jürgen Krauß, Hameln 1. Juni 2005
- Hans-Jürgen Appelrath, Oldenburg (Oldenburg) 9. Juni 2005
- Marlena Robin-Winn, Hannover 30. Juni 2005
- Irene Steinhagen, Brake 30. Juni 2005
- Brigitte Jockusch, Freiburg 1. Juli 2005
- Annedore Christians, Oldenburg (Oldenburg) 15. Juli 2005
- Theodor Deddens, Saterland - Scharrel 15. Juli 2005
- Hugo Dittberner, Kalefeld 15. Juli 2005
- Anna Margarethe Schmidt-Bonhuis, Rhauderfehn 15. Juli 2005
- Margrit Küntzel, Lüneburg 8. August 2005
- Wan Gang, China 12. August 2005
- Heinrich Lindhorst, Winsen (Aller) 15. August 2005
- Johann Alexander Wisniewsky, Lingen 22. August 2005
- Hinrich Behr, Jork 15. September 2005
- Helga Sternhagen, Cuxhaven 20. September 2005
- Jürgen Sternhagen, Cuxhaven 20. September 2005
- Werner Jahn, Verden 30. September 2005
- Klaus Hellmann, Osnabrück 5. Oktober 2005
- Klaus Donath, Wedemark 10. Oktober 2005
- Elisabeth Fischer, Moringen-Fredelsloh 10. Oktober 2005
- Franz Lübbers, Bawinkel 10. Oktober 2005
- Heinrich Schulz, Visbek 10. Oktober 2005
- Annette Zippelius, Göttingen 25. Oktober 2005
- Heinrich Böning, Quakenbrück 1. November 2005
- Wolfgang Braun, Sassenburg 8. November 2005
- Peter Rabe, Rethem (Aller) 10. November 2005
- Barbara Fülgraff-Schmidtchen, Oldenburg (Oldenburg) 21. November 2005
- Alexander Steiner, Hannover 5. Dezember 2005
- Horst Werner Janssen, Elsfleth 15. Dezember 2005
- Knut Langhans, Stade 15. Dezember 2005

## 2006

### Großes Verdienstkreuz
- Josef Stock, Melle 28. Juni 2006
- Ekkehard D. Schulz, Krefeld 1. September 2006

### Verdienstkreuz 1. Klasse
- Konrad Deufel, Hildesheim 10. Januar 2006
- Gernot Schlebusch, Hannover 10. Januar 2006
- Hans-Günther Griep, Goslar 22. Juni 2006
- Christoph Rippich, Achim 8. August 2006
- Christine Behrens, Scheeßel 14. August 2006
- Helga Oltrogge, Celle 15. August 2006
- Hans-Jürgen Fip, Osnabrück 2. November 2006

### Verdienstkreuz am Bande
- Günter Hackerodt, Hannover 10. Januar 2006
- Ursula Hansen, Hannover 10. Januar 2006
- Heidemarie Leide, Wedemark-Gailhof 11. Januar 2006
- Erika Hennings, Bad Zwischenahn 20. Januar 2006
- Jürgen Hennings, Bad Zwischenahn 20. Januar 2006
- Bernard Krone, Spelle 20. Januar 2006
- Ernst-Dieter Stellmacher, Göttingen 25. Januar 2006
- Sonning Bredemeyer, Hannover 1. Februar 2006
- Hinrich Tietjen, Lilienthal 10. Februar 2006
- Hans-Peter Blohm, Brake 15. Februar 2006
- Friedel Schumacher, Bunde 15. Februar 2006
- Rainer Huismans, Langen (Bremerhaven) 20. Februar 2006
- Heiner Rust, Langenhagen 1. März 2006
- Wolfgang Engelhardt, Nordenham 20. März 2006
- Richard Borek, Braunschweig 15. Juni 2006
- Günter Richta, Hannover 22. Juni 2006
- Johannes Meyer, Lüneburg 6. Juli 2006
- Hannelore Blohm, Ihlienworth 14. August 2006
- Fritz Blume, Jever 25. August 2006
- Marta Rosendahl, Westerstede 10. Oktober 2006

## 2007

### Großes Verdienstkreuz
- Manfred-Carl Schinkel, Lüneburg 31. Januar 2007
- Irmgard Ulderup, Stemwede-Haldern 16. April 2007
- Heidrun Merk, Hannover 20. Juni 2007

### Verdienstkreuz 1. Klasse
- Herbert Burger, Wunstorf 22. Januar 2007
- Karl-Jürgen Kemmelmeyer, Hannover 15. Juni 2007

### Verdienstkreuz am Bande
- Karin Koch-Rosner, Bevern 8. Januar 2007
- Egon Kuhn, Hannover 15. Januar 2007
- Karl-Heinz Huchthausen, Holzminden 16. Januar 2007
- Alfred Koerppen, Burgdorf 18. Januar 2007
- Tina Voß, Hannover 22. Januar 2007
- Wilhelm Robben, Wallenhorst 25. Januar 2007
- Engbert Drenth, RG Vriescheloo, NL 1. Februar 2007
- Herbert Obenaus, Isernhagen 1. Februar 2007
- Kurt Liebich, Melle 5. Februar 2007
- Gudrun Ebeling-Bartels, Friedland 14. Februar 2007
- Joachim Gegenfurtner, Wennigsen 5. April 2007
- Ilse-Marie Voges, Syke 12. April 2007
- Walter Georg Olms, Hildesheim 18. April 2007
- Claus Bingemer, Hannover 15. Juni 2007
- August Brandenburg, Jühnde 15. Juni 2007
- Elfriede Connemann, Celle 15. Juni 2007
- Hans-Joachim Connemann, Celle 15. Juni 2007
- Lieselotte Tansey-von Rautenkranz, Celle 15. Juni 2007
- Gernot Bischoff, Salzgitter 22. Juni 2007
- Hans-Otto Schneegluth, Marklohe 30. Juni 2007
- Sabine Reichardt, Göttingen-Knutbühren 3. Juli 2007
- Irmgard Hölscher, Bramsche 12. Juli 2007
- Wolfgang Oehrl, Oldenburg (Oldb.) 12. Juli 2007
- Ernst Siedenberg, Oyten 25. Juli 2007
- Hans-Heinrich Hillegeist, Göttingen 20. August 2007
- Horst Wrobel, Gifhorn 20. August 2007
- Jens Petersen, Lüneburg 10. September 2007
- Karl-Otto Villwock, Pattensen 20. September 2007
- Gerhard Roth, Lilienthal 1. Oktober 2007
- Werner Hüls, Neuhaus (Elbe) 23. Oktober 2007
- Ursula Miehe-Steinbach, Salzgitter-Lesse 5. November 2007
- Ulrich Klages, Heidenau 27. November 2007
- Helmut W. Minne, Lügde 3. Dezember 2007
- Ursula Popken, Rastede 10. Dezember 2007
- Friedrich Popken, Rastede 10. Dezember 2007
- Eberhard Schlotter, Wienhausen 10. Dezember 2007

## 2008

### Verdienstkreuz 1. Klasse
- Franz Beckenbauer, Kitzbühel 26. Januar 2008
- Erika Cordts, Hannover 2. April 2008
- Goetz von Engelbrechten, Uelzen 25. April 2008
- Klaus Witte, Scheeßel 29. Oktober 2008
- Hartwin Kramer, Oldenburg 31. Oktober 2008
- Heinrich Schmidt, Oldenburg 31. Oktober 2008

### Verdienstkreuz am Bande
- Albrecht Pohle, Gehrden 28. März 2008
- Raimund Schrader, Harsum 28. März 2008
- Wilfried Wiedemann, Nienburg 28. März 2008
- Ivo Schöffer, Leiden 20. Juni 2008
- Almut Breuste, Hannover 15. Oktober 2008
- Hans-Jürgen Breuste, Hannover 15. Oktober 2008
- Lieselotte Glage, Hannover 15. Oktober 2008
- Theodora Lemmermöhle, Göttingen 15. Oktober 2008
- Christiane Freifrau von Richthofen, Hannover 20. November 2008
- Michael Meier, Bad Münder 15. Dezember 2008

## 2009

### Großes Verdienstkreuz
- Jürgen Mlynek, Hannover 15. Januar 2009
- Hannes Rehm, Berlin 10. August 2009

### Verdienstkreuz 1. Klasse
- Ursula Thümler, Laatzen 15. Januar 2009
- Henry Friedlander, Washington 20. Januar 2009
- Karl-Heinz Brünger, Wallenhorst 20. April 2009
- Augoustinos Labardakis, Berlin 5. Mai 2009
- Dietrich Kröncke, Hannover 25. Mai 2009
- Eiji Ōue, Hannover 2. Juni 2009
- Brigitte Scherb, Langelsheim 15. Oktober 2009
- Gernot Schmidt, Celle 25. November 2009
- Friedrich Scholten, Nordhorn 4. Dezember 2009
- Fritz Stegen, Bokel, Präsident der früheren Landwirtschaftskammer Hannover 4. Dezember 2009

### Verdienstkreuz am Bande
- Renate Detlefsen, Garbsen 15. Januar 2009
- Wiebke Klinkenborg, Hannover 15. Januar 2009
- Henning Beinsen, Lehrte-Immensen 20. Februar 2009
- Christopher Linaker, Osnabrück 25. Mai 2009
- Friedrich Jahncke, Dannenberg-Bückau 15. Juli 2009
- Maria Vogelsang-Verhülsdonk, Löningen 10. August 2009
- Johanna Jenn, Meppen 21. August 2009
- Frieda Hensmann, Jemgum 15. Oktober 2009
- Ellen Fricke, Edemissen 22. Oktober 2009
- Helmut Stelljes, Worpswede 19. November 2009
- Joachim Kuropka, Vechta 25. November 2009
- Hellmuth Hahn, Wedemark 1. Dezember 2009
- Ronald Searle, Tourtour 1. Dezember 2009
- Vera Dieckmann stellv. Bürgermeisterin von Otterndorf

## 2010

### Verdienstkreuz 1. Klasse
- Heinz Haferkamp, Garbsen, ehemaliger Hochschullehrer, 15. Juni 2010
- Angela Kriesel, Hannover 5. August 2010
- Lothar Hagebölling, Braunschweig, Leiter des Bundespräsidialamtes 20. September 2010
- Nikolaus Hippen, Aurich 5. Oktober 2010
- Karl Harms, Wangerland 1. Dezember 2010

### Verdienstkreuz am Bande
- Albert Behrens, Einbeck 7. Januar 2010
- Wilfried Meyer, Weyhe 10. Februar 2010
- Christian Hirsch, Boffzen 17. Februar 2010
- Fritz Niemeier, Emden 1. März 2010
- Ekkehard Reiff, Clausthal-Zellerfeld 25. März 2010
- Wilfried Dubiel, Aurich 15. April 2010
- Bernhard-Joachim Borgardt, Bremervörde 20. April 2010
- Angelika Reichelt, Wilhelmshaven 20. April 2010
- Heinz Kattner, Dahlenburg 10. Juni 2010
- Erich Krebs, Haverlah 18. Juni 2010
- Rita Girschikofsky, Hannover 22. Juni 2010
- Diethardt Hensel, Neustadt 22. Juni 2010
- Gerhard Schütte, Algermissen 22. Juni 2010
- Hermann Schaedla, Lemwerder 25. Juni 2010
- Gisela Zick, Lingen 5. August 2010
- Bernhard Williges, Müden 10. August 2010
- Dorothee Austen, Clausthal-Zellerfeld 10. September 2010
- Georg Oswald Cott, Braunschweig 10. September 2010
- Elisabeth Lücking-Salim, Hannover 15. September 2010
- Heidemarie Bretz, Bad Pyrmont 20. September 2010
- Heinz Thiemann, Bardowick 11. Oktober 2010
- Michael Schwieger, Hollnseth 1. Dezember 2010

## 2011

### Großes Verdienstkreuz
- Rolf Wernstedt, Landtagspräsident a. D., Garbsen 1. April 2011
- Burkhard Ritz, Minister a. D., Lingen 31. Mai 2011

### Verdienstkreuz 1. Klasse
- Gisela Bohnenkamp, Bad Salzuflen 20. September 2011
- Erwin Stein, Isernhagen 20. September 2011
- Johannes Diekhoff, Aurich 12. Oktober 2011

### Verdienstkreuz am Bande
- Günter Ilper, Burgwedel 1. März 2011
- Winfried Kopp, Heiligenthal 10. März 2011
- Bernhard Schierenbeck, Lilienthal 25. März 2011
- Nicholas McGegan, Berkeley/USA 15. April 2011
- Erhard Brütt, Hannover 10. Mai 2011
- Christine Grimme, Damme 10. Mai 2011
- Franz Grimme, Damme 10. Mai 2011
- Heinrich Kampmann, Lingen 10. Mai 2011
- Albert Vinke, Rhede 10. Mai 2011
- Gerd-Peter Münden, Braunschweig 2. September 2011
- Gerhard Nimmerfall, Lingen 15. Dezember 2011

## 2012

### Verdienstkreuz 1. Klasse
- Norbert Radermacher, Lingen, Theaterpädagoge, 18. September 2012
- Leenert Cornelius, Ovelgönne, 29. Oktober 2012

### Verdienstkreuz am Bande
- Hans-Herlof Hardtke, Zeven, 3. Januar 2012
- Kurt Müsegades, Ganderkesee, 18. Januar 2012
- Harald Müller, Lingen, Chef der Erwin Müller Gruppe Lingen, 12. März 2012
- Thekla Brinker, Rastdorf, 20. März 2012
- Eckhart Liss, Springe, Leiter des Hermannshof Springe-Völksen, 2. Mai 2012
- Marron Curtis Fort, Leer, Sprachwissenschaftler, 9. Mai 2012
- Gerhard Quade, Moisburg, 5. Juni 2012
- Norbert Wels, Barsinghausen, 30. Juli 2012
- Ernst August Horneffer, Peine, 14. September 2012
- Helga Fredebold, Nordstemmen, 14. September 2012
- Hans-Jürgen Ollech, Wesendorf, 19. September 2012
- Paul Walter Wahl, Bissendorf, 24. Oktober 2012
- Alfred Hartmann, Leer, 18. Dezember 2012
- Roelf Briese, Leer, 18. Dezember 2012
- Hermann Buss, Leer, 18. Dezember 2012

## 2013

### Verdienstkreuz 1. Klasse
- Jürgen Köster, Hannover, 23. Mai 2013
- Karl Rothmund, Barsinghausen, 25. September 2013

### Verdienstkreuz am Bande
- Willi Bernhard Albers, Haren, 2. Januar 2013
- Wolf-Michael Schmid, Helmstedt, 14. Februar 2013
- Elisabeth Cramm, Hohne, 25. Februar 2013
- Annemarie Strüber, Adelheidsdorf, 25. Februar 2013
- Christa Schadt, Goslar, 4. März 2013
- Heinz Hauschild, Kutenholz, 29. April 2013
- Reinhard Jansen, Bad Bentheim, 2. Mai 2013
- Thomas Clemens, Varel, Vorsitzender des Mellumrats e.V., 11. Juni 2013
- Herbert Kastner, Hildesheim, 11. Juni 2013
- Jürgen Koch, Lauenförde, Vorsitzender des Kultur-Naturhistorischen Dreiländerbundes Weserbergland, 19. Juni 2013
- Carl-Heinz Dirks, Emden, 5. August 2013
- Heidi Kluth, Buchholz, 5. August 2013
- Rolf Radespiel, Braunschweig, 30. August 2013
- Jürgen Alich, Clausthal-Zellerfeld, 2. September 2013

## 2014

### Großes Verdienstkreuz
- Otto Waalkes, Emden, 12. Dezember 2014

### Verdienstkreuz am Bande
- John Niemann, Wilhelmshaven, 12. Februar 2014
- Helmut Ponath, Buxtehude, 12. Februar 2014
- Sabine Freifrau von Richthofen, Melle, 13. März 2014
- Karl-Heinz Garberding, Wunstorf, 13. März 2014
- Dieter Lohmann, Barsinghausen, 10. Juni 2014
- Klaus Kieckbusch, Holzminden, 27. August 2014
- Franz-Herbert Wenz, Lemwerder, 24. September 2014
- Sibylle Heise, Hornburg 6. Oktober 2014

## 2015

### Verdienstkreuz 1. Klasse
- Anthony Domeisen, Bad Oeynhausen 29. April 2015

### Verdienstkreuz am Bande
- Michael-Ernst Allnoch, Bremen 17. März 2015
- Dieter Höfer, Nienburg 17. März 2015
- Albrecht Schröder, Nienburg 17. März 2015
- Hugh Pierson, Isernhagen 29. April 2015
- Alfred Meierdierks, Lilienthal 27. Mai 2015
- Rose-Marie Seelhorst, Barsinghausen 18. Juni 2015
- Stefan Schwerdtfeger, Hannover 9. Juli 2015
- Adolf Janssen, Oldenburg 24. August 2015
- Jürgen Stark, Kelkheim 14. September 2015
- Robert Simon, Hannover 15. September 2015
- Hans-Hermann Briese, Norden 2. Dezember 2015
- Hermann Focke, Uplengen 9. Dezember 2015

## 2016

### Verdienstkreuz 1. Klasse
- Dieter Holzapfel, Oldenburg 21. April 2016
- Karl-Heinz Rehkopf, Einbeck 23. August 2016

### Verdienstkreuz am Bande
- Julia Fischer, Göttingen 15. März 2016
- Uwe Bartels, Vechta 17. Mai 2016
- Margarethe Pauly, Rastede 5. August 2016
- Norbert Leben, Egestorf 20. September 2016
- Volker Tiemeyer, Melle 20. Oktober 2016

## 2017

### Verdienstkreuz 1. Klasse
- Jürgen Hesselbach, Wolfenbüttel 28. September 2017
- Klaus Wettig, Göttingen 25. Oktober 2017

### Verdienstkreuz am Bande
- Jürgen Brammer, Bomlitz 2. Mai 2017
- Salomon Finkelstein, Hannover 6. Juni 2017
- Henry Korman, Hannover 6. Juni 2017
- Rolf Irle, Hildesheim 3. Juli 2017
- Paul Brägelmann, Vechta 28. August 2017
- Herwig Witte, Oldenburg 28. August 2017
- Ricardo Fuhrmann, Norden 30. August 2017
- Daniel Jelin, Norden 30. August 2017
- Wolfgang Freitag, Aurich 30. August 2017
- Hermann Kemper, Meppen 1. November 2017

## 2018

### Verdienstkreuz 1. Klasse
- Peter Voss, Lingen (Ems), 6. Juni 2018
- Krzysztof Węgrzyn, Hannover, 14. August 2018

### Verdienstkreuz am Bande
- Emily Weede, Seevetal, 23. Januar 2018
- Karla Weißfinger, Boffzen, 23. Januar 2018
- Rainer Sass, Fredenbeck, 19. Februar 2018
- Antje Sander, Varel, 5. März 2018
- Christiane Buck, Cuxhaven, 2. Mai 2018
- Heide von Limburg, Hammah, 2. Mai 2018
- Ilse-Marie Schröder, Reeßum, Ortsteil Bittstedt, 2. Mai 2018
- Friedrich-Wilhelm Busse, Hannover, 23. Mai 2018
- Gudrun Thiessen-Schneider, Neuenhaus, 11. Juli 2018
- Axel C. Kronenberg, Lamspringe, 31. August 2018
- Wolfgang Hofer, Leer, 24. September 2018
- Herta Pape, Hamersen, 19. November 2018

## 2019

### Großes Verdienstkreuz
- Herbert Welling, Isernhagen 21. März 2019

### Verdienstkreuz 1. Klasse
- Rita Girschikofsky, Hannover 4. März 2019
- Agnes Witschen, Lingen (Ems) 22. März 2019
- Jochen Luckhardt, Wolfenbüttel, ehemaliger Direktor des Herzog Anton Ulrich-Museums 24. Juni 2019

### Verdienstkreuz am Bande
- Christa Cremer-Renz, Lüneburg 4. April 2019
- Hartmut Alder, Salzgitter-Thiede 4. Juni 2019
- Bernard Suding, Vechta 4. Juni 2019
- Andreas Hartmann, Braunschweig 17. Juni 2019
- Reinhard Bildhauer, Wiesmoor 22. Juli 2019
- Peter Kuckei, Butjadingen 22. Juli 2019
- Bernhard Buttjer, Upgant-Schott 16. Dezember 2019

## 2020

### Verdienstkreuz 1. Klasse
- Gert Stuke, Friesoythe 7. Januar 2020
- Teruko Balogh-Klaus, Gifhorn 28. Januar 2020
- Harald Böhlmann, Hannover 22. Oktober 2020
- Wolfgang-Uwe Friedrich, Hannover 1. Dezember 2020

### Verdienstkreuz am Bande
- Mechthild Schramme-Haack, Hannover 17. Juni 2020
- Johannes Bulla, Wedemark 25. Juni 2020

## 2021
(Quelle:)

### Großes Verdienstkreuz
- Bibiana Steinhaus-Webb, Langenhagen, 23. August 2021
- Gerhard Steidl, Göttingen, 23. August 2021

### Verdienstkreuz 1. Klasse
- Jürgen Brommer, Hannover, 23. August 2021
- Cornelia Nath, Aurich, 23. August 2021
- Rotraut Schiller-Specht, Ronnenberg, 23. August 2021
- Ingo Siegner, Hannover, 23. August 2021
- Wilhelm Weerda, Wilhelmshaven, 23. August 2021
- Barbara Wiedemann, Hildesheim, 23. August 2021

### Verdienstkreuz am Bande
- Dagmar Ammon, Wolfenbüttel, 23. August 2021
- Katharina Bethmann-Bodenstein, Göttingen, 23. August 2021
- Berend Brechters, Marienhafe, 23. August 2021
- Hans Cordes, Lilienthal, 23. August 2021
- Eckhard Fischer, Schwülper, 23. August 2021
- Renate Gewers, Nienstädt, 23. August 2021
- Wilfried Holtmann, Lüneburg, 23. August 2021
- Cornelia Könneker, Hohenhameln, 23. August 2021
- Ellen Kühn, Harburg, 23. August 2021
- Andreas Meyer, Hagenburg, 23. August 2021
- Ursula Mennrich, Lüdersburg, 23. August 2021
- Johannes Rahe, Melle, 23. August 2021
- Ingeborg Remmers, Saterland-Strücklingen, 23. August 2021
- Geert Vrielmann-Jacobs, Uelsen, 23. August 2021

## 2022

### Verdienstkreuz 1. Klasse
- Alexander zu Schaumburg-Lippe, Bückeburg, 14. Juli 2022

## 2023

### Großes Verdienstkreuz
- Christiane Möbus, Hannover, 8. Mai 2023
- Timm Ulrichs, Hannover, 8. Mai 2023
- Scorpions:
  - Rudolf Schenker, Schwarmstedt, 25. Juli 2023
  - Klaus Meine, Wedemark, 25. Juli 2023
  - Matthias Jabs, Wedemark, 25. Juli 2023

### Verdienstkreuz 1. Klasse
- Friedrich von Lenthe, Gehrden, 13. November 2023
- Franz Riemer, Wolfenbüttel, 12. Dezember 2023
- Robert Simon, Hannover, 26. April 2023

### Verdienstkreuz am Bande
- Teresa Enke, Hannover, 15. Juni 2023
- Hermann Vinke[9]
- Gerhard Kromschröder[9]
- Carl-Hans Hauptmeyer[10]

## 2024

### Verdienstkreuz 1. Klasse
- Franz Riemer, Hannover, 27. März 2024[11]